# Bevinur, Manvi
Bevinur là một làng thuộc tehsil Manvi, huyện Raichur, bang Karnataka, Ấn Độ.